# Henri Lemaître (politicus)
Henri Charles Joseph Lemaître (Namen, 17 januari 1822 - Namen, 15 februari 1904) was een Belgisch advocaat en politicus voor de Liberale Partij.

## Levensloop
Hij studeerde rechten aan de Katholieke Universiteit Leuven, alwaar hij afstudeerde als doctor in 1846. Beroepshalve was hij advocaat.
Omstreeks 1880 werd hij politiek actief en verkozen in de provincieraad van Namen en als gemeenteraadslid van de gelijknamige stad, alwaar hij van 1882 tot 1890 schepen was. Hierop aansluitend werd hij aangesteld als burgemeester (1891-1895), en wederom als schepen van 1900 tot 1903.
In Namen is er een straat naar hem vernoemd, met name de Rue Henri Lemaître.